# Дугіна Дар'я Олександрівна
Дар'я Олександрівна Дугіна, в шлюбі Платонова (15 грудня 1992 , Москва  — 20 серпня 2022 , Великі Вязьоми, Московська область ) — російська журналістка, радіоведуча та пропагандистка, донька ідеолога «російського світу» Олександра Дугіна.

## Із життєпису
З дитинства переймала погляди батька. В школі навчалася гарно, цікавилася гуманітарними науками. Мала музичний слух, грала на гітарі та флейті, цікавилася класичною музикою.
Закінчила філософський факультет МДУ, політична оглядачка Міжнародного євразійського руху, писала для прокремлівських RT та «Царьграда» під псевдонімом Дар'я Платонова. Є однією з авторів «Книги Z», що готується до виходу, про російське вторгнення в Україну. Паралельно займалася науковою діяльністю, виступала на наукових форумах та фестивалях, де пропагувала «рускій мір».
Була відвертою прихильницею російського вторгнення в Україну у 2022 році. Зокрема, вона заявила, що докази вбивства російською армією цивільного населення України в Бучі є інсценованими.
У 2022 році потрапила під санкції Заходу, її гучну підтримку вторгнення в Україну назвали сприянням дезінформації в інтернеті щодо вторгнення. 4 липня 2022 року Велика Британія внесла Дугіну до списків санкцій.
Загинула в ніч проти 21 серпня 2022 року, внаслідок вибуху автомобіля поблизу селища Великі Вязьоми у Підмосков'ї.

## Обставини та версії загибелі
Дар'я та Олександр Дугіни перебували разом на фестивалі «Традиція» у Підмосков'ї. Припускають, що на парковці біля садиби, де проходив фестиваль, до автівки заклали вибуховий пристрій. За однією з версій, це був замах на Олександра Дугіна, позаяк саме він мав їхати цим автомобілем, але пересів до іншого. Дугін з Дар'єю виїхали одночасно. Попередню версію про вибух газового балона відкинуто. На думку слідчих РФ, пересування автомобіля контролювалося, вибуховий пристрій було приведено в дію дистанційно, за допомогою мобільних телефонів.
На думку оглядачів, зокрема «Robert Lansing Institute», вбивство Дар'ї Дугіної було здійснене ФСБ через багаторічну боротьбу за владу у Кремлі з російською військовою розвідкою. Раніше внаслідок цього протистояння були вбиті офіцери ГРУ (Орхан Джемаль, Олександр Расторуєв та Кирило Радченко, які були журналістами під прикриттям у ЦАР). За словами колишнього депутата Держдуми Росії Іллі Пономарьова, відповідальність за вибух на себе взяла маловідома Національна Республіканська Армія.
За версією ФСБ, вбивство підготовлене і здійснене українськими спецслужбами, а, після вчинення злочину, виконавиця, Вовк Наталя Павлівна, ніби виїхала до Естонії. 28 серпня 2022 року в одній з австрійських газет з'явилася інформація про смерть підозрюваної. В ЗСУ та НГУ свою причетність спростували. Представники Естонії назвали версію ФСБ Росії провокацією. Також слідчі РФ намагалися звинуватити полк Азов, та представники полку спростували ці закиди. Радник голови Офісу президента України Михайло Подоляк також спростував чутки про причетність України до підриву автомобіля Дугіної. Заперечив причетність України до вбивства і президент Володимир Зеленський.
Згодом ФСБ заявила, що до вбивства причетний ще один українець — Богдан Циганенко, 1978 року народження, котрий прибув до Росії з Естонії. Він, нібито, готував вибухівку. Виїхав до Естонії ще до вбивства.
На думку неназваних представників американських спецслужб, це була таємна операція когось із української влади. Таку версію озвучив «Нью-Йорк таймс», пославшись на власні джерела в спецслужбах. Американські чиновники вважають, що головною ціллю замаху був Олександр Дугін, який мав їхати разом з донькою. Українська влада заперечує причетність до вбивства.

## Родина
Батько — Олександр Дугін — радянський та російський філософ, політичний оглядач, ультраправий російський ідеолог та пропагандист фашистського напрямку, один з ідеологів концепції «російського світу» та новоєвразійства, що передбачає домінування Росії над сусідами, мати — Наталія Мелентіївна — має філософську освіту.
Подробиці особистого життя тримала в таємниці. Відомо, що була одружена, носила чоловікове прізвище Платонова. Була активною в соцмережах.